# Velký Jezerník
Velký Jezerník (německy Große See, Großer Seeberg), 1309 m je plochý dvojvrchol v hlavním hřebeni Hrubého Jeseníku necelé 3 km severozápadně od Pradědu, těsně vedle hranice okresů Šumperk a Jeseník.

## Přístup

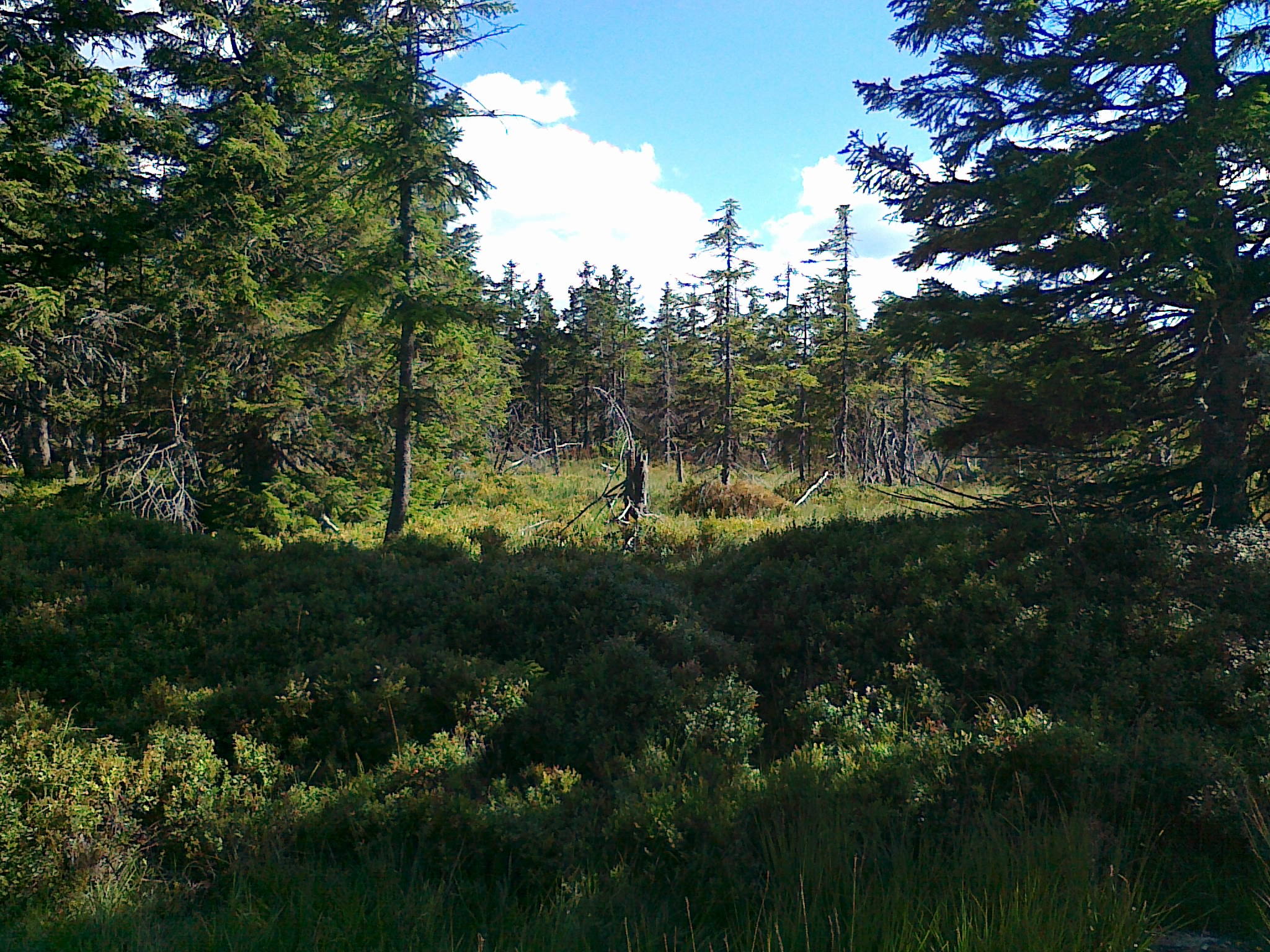
Vrchol Velkého Jezerníku

Přes severní část plochého vrcholu vede hlavní červeně značená jesenická hřebenovka, konkrétně úsek mezi Červenohorským sedlem, přes chatu Švýcárna (vzdálenou jen 500 metrů od vrcholu) a dál kolem Pradědu na Ovčárnu. Ještě blíž vrcholu vede zelená odbočka z hlavního hřebene do Koutů nad Desnou. A ke Švýcárně vedou i dvě modře značené cesty a jedna žlutě značená. Díky tomu je k dispozici několik cest z různých směrů, např. tyto:
- po  žlutě značené cestě z Videlského sedla – jen 3,5 km, ale s převýšením 430 metrů – nejkratší
- po  červeně značené hřebenovce z Ovčárny – necelých 6 km s převýšením 130 metrů – nejmenší převýšení
- po  červeně značené hřebenovce z Červenohorského sedla – 6 km s převýšením 300 metrů – nejpanoramatičtější
- po  zeleně značené cestě z Koutů nad Desnou – 7 km s převýšením přes 700 metrů – nejhodnotnější

## Vrchol
Na plochém dvojvrcholu se rozkládá vrchoviště, přes které vede zeleně značený povalový chodník. Od nejvyššího místa cesty lze odbočit na oba vrcholy – asi 90 metrů na sever se nachází mírně vyšší vrchol (1309,0 m) a 110 metrů na jih se nachází nižší vrchol (1307,9 m).